# Anne Bonny
Anne Bonny (Cork, 8 marzo 1702 – Charleston, 22 aprile 1782) è stata una pirata irlandese attiva in bande di bucanieri, che operavano nelle acque dei Mari dei Caraibi. Le date di nascita e morte non sono certe e le poche notizie biografiche su di lei derivano dai racconti del capitano Charles Johnson, biografo dei bucanieri (forse figura di fantasia, riconducibile allo scrittore Daniel Defoe), contenuti in Storia generale dei pirati.

## Biografia

### Primi anni di Anne Bonny
Nacque nella contea di Cork, Irlanda, fra il 1697 e il 1705, figlia illegittima di un avvocato, William Cognac, e della sua governante, di nome Mary, o Peg, Brennan. Il padre, in quel periodo, presentava la bambina come figlia di un parente. La legittima moglie di Cognac aveva sollevato pubblicamente lo scandalo e aveva costretto il marito ad abbandonare l'Irlanda. Egli si trasferì, con la nuova compagna e la piccola Anne, nella città di Charleston, nel Sud Carolina, dove acquistò delle piantagioni e continuò a vivere in agiatezza. Qui, infatti, le sorti della famiglia mutarono in positivo e Cognac raggiunse una buona posizione economica, come mercante e proprietario terriero.
La tredicenne Anne viene descritta come un "ragazzaccio", con i capelli corti rossi, il viso sporco e i vestiti perennemente a brandelli. Crebbe sviluppando un carattere fiero e, prima ancora di abbandonare la vita borghese cui sembrava destinata, mostrava sorprendenti doti di coraggio, come quando, in occasione di un tentativo di violenza carnale da parte di un giovane, reagì, secondo le memorie di Capitan Johnson, rendendolo inabile per un tempo considerevole. Si diceva che avesse ucciso la propria cameriera con un coltello da cucina, ma, se questa può essere solo una diceria, vera fu la rissa in cui, a 18 anni, respinse a sediate un pretendente troppo insistente.
Il padre tolse l'eredità ad Anne quando quest'ultima si fidanzò con un marinaio, James Bonny, che voleva mettere le mani sul patrimonio della famiglia Cognac. Anne per vendetta decise di sposarlo, quindi bruciò la piantagione del padre e fuggì con la nave verso il porto britannico di New Providence (oggi Nassau, nelle Bahamas). Qui James Bonny faceva l'informatore per il governatore Woodes Rogers, accusando di pirateria qualunque uomo non lo pagasse per non farlo. A questo punto Anne lo lasciò, andando a vivere con uno di loro, Jennings. In seguito si innamorò di un altro pirata, John Rackham, noto come "Calico Jack”.

### Carriera pirata e la relazione con John Rackham
Anne organizzò la sua prima azione di pirateria con il suo migliore amico Pierre Bosket, pirata che, allo stesso tempo, gestiva un negozio di abiti da lui disegnati e acconciature. Insieme rubarono un'imbarcazione e mossero all'assalto della nave di un mercante francese. Seconda in comando sulla nave capitanata da Calico Jack, Anne era considerata pericolosa e coraggiosa quanto ogni altro uomo della ciurma, e pare fosse addetta al trasporto delle cariche esplosive. A bordo della nave diventò abile nel tiro con la pistola e nell'uso dello stocco.
Un giorno, Anne incontrò, nel corso di un abbordaggio, la pirata Mary Read, che all'epoca si fingeva uomo. Scoperto il segreto di Mary, le due donne divennero subito molto amiche e iniziarono a dividere la stanza, tanto da provocare la gelosia di Calico Jack, che le credeva amanti. Deciso a liberarsi dell'intruso tagliandogli la gola, Calico irruppe nella cabina e scoprì Mary, seminuda, a letto con Anne. Fu così che Calico Jack e gli altri componenti della ciurma scoprirono la vera identità di Read. Anne, Mary e Calico presero il comando di una seconda nave e le loro azioni di pirateria furono innumerevoli, arrivando persino ad assalire una nave in servizio reale.
Ma la carriera delle due piratesse era ormai giunta al termine: fu organizzata una spedizione navale proprio allo scopo di catturarle. Durante la loro ultima battaglia, l'intera ciurma fu catturata da un vascello militare. Il processo alle due donne si tenne il 28 novembre 1720 a Santiago de la Vega, in Giamaica. Mary ed Anne, come il resto dei pirati, furono condannate all'impiccagione, ma, poiché entrambe dichiararono di essere incinte, la loro esecuzione venne rinviata (era uso a quell'epoca attendere che una donna incinta condannata a morte partorisse). In realtà solo Mary mise al mondo un bambino, che venne poi adottato.
Mary morì di febbre in carcere, mentre, per quanto riguarda Anne, non ci sono notizie di un suo rilascio, dopo la prigionia, o di un'esecuzione. Questo ha dato adito a speculazioni, come un riscatto da parte del padre, un ritorno dal marito o una nuova vita nella pirateria, sotto un'altra identità. L'Oxford Dictionary of National Biography riporta: «Testimonianze rilasciate da discendenti di Anne Bonny affermano che suo padre la riscattò dalla prigionia e la riportò a Charles Town, South Carolina, dove partorì il secondo figlio di Rackham. Il 21 dicembre 1721 sposò un locale, Joseph Burleigh, a cui diede quindici figli. Morì in South Carolina, come donna rispettata, all'età di ottanta anni, il 22 aprile 1782».

## Influenza nella cultura di massa
- Anne Bonny è presente insieme a Calico Jack e Mary Read nel videogioco Assassin's Creed IV: Black Flag.
- Anne Bonny ha ispirato il personaggio di Jewelry Bonney nella serie manga One Piece.[1]
- Anne Bonny è presente nel film d'animazione Detective Conan - L'isola mortale uscito nel 2007. Il film è ambientato su un'isola fittizia della prefettura di Okinawa dove, secondo una leggenda, Anne Bonny avrebbe lasciato un tesoro; in realtà anche la leggenda fa parte della finzione del film: le due piratesse Anne Bonny e Mary Read, infatti, non navigarono mai nell'Oceano Pacifico. Nel corso del film, Ran Mori e Sonoko Suzuki combattono schiena contro schiena come avevano fatto, sempre nella finzione del film, Anne e Mary. Lo stesso poster con le due donne pirata utilizzato nel film si vede anche alla fine del file 12 del volume 30 di Detective Conan Special Cases.
- Anne Bonny è presente nella serie televisiva statunitense Black Sails interpretata da Clara Paget.
- Anne Bonny viene citata nel videogioco del 2016 Uncharted 4: Fine di un ladro, in cui si scopre che ha finto la sua morte ed è diventata uno dei fondatori di Libertalia, la leggendaria colonia utopica pirata con a comando il Re dei pirati Henry Every.
- Anne Bonny è il nome di una canzone del gruppo hip hop Death Grips[2]
- nel gioco online "Lords Mobile" uno dei personaggi ottenibili a pagamento (guida eterea), che ha l'aspetto di una donna pirata, ha il nome Anaya Bonn, chiaramente ispirato alla celebre pirata Anne Bonny.
- Nel gioco Fate/Grand Order è presente come classe Archer.
- Ha ispirato il film di animazione del 2001 Abrafaxe - A spasso nel tempo.
- Anne Bonny è un personaggio chiave nel romanzo storico Saltblood di Francesca De Tores.
- Nel videogioco di carte collezionabili MMORPG Urban Rivals, il personaggio Bonnie Ld è parzialmente ispirato ad Anne Bonny.